# Jenni Baird
Jenni Baird (née le 29 avril 1976) est une actrice australienne.

## Biographie
Elle commence sa carrière en 1999, et décroche son premier grand rôle dans All Saints (en) en 2001. L'année d'après, elle crée sa propre compagnie de théâtre, Whoosh Productions, et en écrit la première pièce, Pour Les Oiseaux. En 2007, elle a interprété Meghan Doyle dans la série Les 4400.

## Filmographie

### Cinéma
- 2009 : Alien Trespass : Tammy
- 2015 : Backtrack : Les Revenants de Michael Petroni : Carol Bower

### Courts-métrages
- 1999 : I Promise
- 2005 : Amorality Tale
- 2007 : Love Is Love

### Télévision

#### Séries télévisées
- 2001 : Brigade des mers : Jedda Simpson
- 2001 : Crash Palace : Chris Sandford
- 2001-2004 : All Saints (en) : Paula Morgan
- 2006 : Justice : Linda Wallis
- 2007 : Les 4400 : Meghan Doyle
- 2012 : GCB : Mikki
- 2013-2017 : A Place to Call Home : Regina Standish / Regina Bligh
- 2017 : Doctor Doctor : Hilda

#### Téléfilms
- 2000 : Metropolis : Charlotte
- 2005 : Conviction
- 2005 : Global Frequency : Dr Katrina "Kate" Finch